# Henny Hoobin
Henry Frances Hoobin, detto Henny (Montréal, 15 febbraio 1879 – Montréal, 20 luglio 1921), è stato un giocatore di lacrosse canadese, vincitore di una medaglia d'oro nel lacrosse maschile a squadre ai Giochi della IV Olimpiade.

## Palmarès
In carriera ha conseguito i seguenti risultati:
- Giochi olimpici

Londra 1908: oro nel lacrosse maschile a squadre.